# ويليام أهيرن
ويليام أهيرن (بالإنجليزية: Bill Ahearn)‏ هو لاعب كرة قاعدة أمريكي، ولد في 1858 في تروي في الولايات المتحدة، وتوفي بنفس المكان في 28 أبريل 1919.

## وصلات خارجية
- ويليام أهيرن على موقعبيزبول رفرنس.كوم (الدوري الرئيسي) (الإنجليزية)
- ويليام أهيرن على موقع مشجعي الرسوم البيانية (الإنجليزية)